# Percy Heath
Pour les articles homonymes, voir Heath.
Percy Heath, né le 30 avril 1923 à Wilmington en Caroline du Nord aux États-Unis et mort le 28 avril 2005 à Southampton aux États-Unis, est un musicien de jazz américain. Il fut contrebassiste du Modern Jazz Quartet. Il a joué avec les Géants (Dizzy Gillespie, Miles Davis) mais aussi avec ses frères Albert Heath (batterie) et Jimmy Heath (saxophone ténor).

## Biographie
Il est présent sur l'album de Wes Montgomery, The Incredible Jazz Guitar of Wes Montgomery, aux côtés de Tommy Flanagan (piano) et de son frère Albert. 
Il vivait à Montauk (Long Island), était un pêcheur averti (son bateau le "Bass Finder " : jeu de mots puisque "bass" est aussi un poisson en anglais) était connu de tous les amateurs de turbots.
Sa contrebasse avait été dénichée à Berlin par son ami Pierre Michelot qui après l'avoir essayée, a téléphoné à Percy en lui suggérant fortement de l'acheter. Percy accepta et cette contrebasse restera son instrument favori, une mécène en assurant l'entretien et les réparations. Il a également composé quelques morceaux dont Watergate Blues.

## Discographie
- A Love Song (2003), avec Jeb Patton (piano), Peter Washington (contrebasse), Albert "Tootie" Heath (batterie)

Enregistrements avec the Modern Jazz Quartet
- Vendome (1952, Prestige 851)
- Modern Jazz Quartet, ii (1954–5, Prestige 170) inclus "Django" (1954)
- Concorde (1955, Prestige 7005)
- Fontessa (1956, Atlantic 1231) inclus "Versailles"
- The Modern Jazz Quartet Plays No Sun in Venice (Atlantic, 1957)
- The Modern Jazz Quartet (Atlantic, 1957)
- Third Stream Music (1957, 1959–60, Atlantic. 1345) inclus "Sketch for Double String Quartet" (1959)
- The Modern Jazz Quartet and the Oscar Peterson Trio at the Opera House (Verve, 1957)
- The Modern Jazz Quartet at Music Inn Volume 2 (Atlantic, 1958)
- Music from Odds Against Tomorrow (United Artists, 1959)
- Pyramid (Atlantic, 1960)
- European Concert (Atlantic, 1960 [1962])
- Dedicated to Connie (Atlantic, 1960 [1995])
- The Modern Jazz Quartet & Orchestra (Atlantic, 1960)
- The Comedy (1962, Atlantic 1390)
- Lonely Woman (Atlantic, 1962)
- A Quartet is a Quartet is a Quartet (1963, Atlantic 1420)
- Collaboration (Atlantic, 1964), avec Laurindo Almeida
- The Modern Jazz Quartet Plays George Gershwin's Porgy and Bess (Atlantic, 1964–65)
- Jazz Dialogue (Atlantic, 1965), avec the All-Star Jazz Band
- Concert in Japan '66 (Atlantic [Japan], 1966)
- Blues at Carnegie Hall (Atlantic, 1966)
- Place Vendôme (Swingle Singers with MJQ album) (Philips, 1966), avec The Swingle Singers
- Under the Jasmin Tree (Apple, 1968)
- Space (Apple, 1969)
- Plastic Dreams (Atlantic, 1971)
- The Legendary Profile (Atlantic, 1974)
- In Memoriam (Little David, 1973)
- Blues on Bach (Atlantic, 1973)
- The Complete Last Concert|The Last Concert (Atlantic, 1974)
- Reunion at Budokan 1981 (Pablo, 1981)
- Together Again: Live at the Montreux Jazz Festival '82 (Pablo, 1982)
- Echoes (Pablo, 1984)
- Topsy: This One's for Basie (Pablo, 1985)
- Three Windows (Atlantic, 1987)
- For Ellington (East West, 1988)
- MJQ & Friends: A 40th Anniversary Celebration (Atlantic, 1992–93)

### En tant que sideman
Avec Cannonball Adderley
- Know What I Mean avec Bill Evans (Riverside, 1961)

Avec Nat Adderley
- Work Song (Riverside, 1960)

Avec Paul Bley
- Paul Bley (EmArcy, 1954)

Avec Ruth Brown
- Miss Rhythm (Atlantic, 1959)

Avec Miles Davis
- Bags' Groove (1954)
- Walkin' (1954)
- Blue Haze (1954)
- Miles Davis Volume 1 (1955)
- Miles Davis Volume 2 (1955)
- Miles Davis and the Modern Jazz Giants (1958)
- Miles Davis at Newport 1955-1975: The Bootleg Series Vol. 4 (Columbia Legacy, 2015)

Avec Art Farmer
- Early Art (New Jazz, 1954)
- The Art Farmer Septet Prestige, 1953–54)
- When Farmer Met Gryce (Prestige, 1954), avec Gigi Gryce
- Brass Shout (United Artists, 1959)

Avec Dizzy Gillespie
- Dee Gee Days: The Savoy Sessions (Savoy, 1951-52 [1976])
- Dizzy and Strings (Norgran, 1954)
- The Bop Session (Sonet, 1975), avec Sonny Stitt, John Lewis, Hank Jones et Max Roach

Avec Benny Golson
- Benny Golson and the Philadelphians (United Artists, 1958)

Avec Jimmy Heath
- Really Big! (Riverside, 1960)
- The Quota (Riverside, 1961)
- Triple Threat (Riverside, 1962)
- Swamp Seed (Riverside, 1963)

Avec Elmo Hope
- Trio and Quintet (Blue Note, 1953–54)
- Homecoming! (Riverside, 1961)

Avec Milt Jackson
- Meet Milt Jackson (Savoy, 1954)
- Milt Jackson Quartet (Prestige, 1955)
- Ballads & Blues (Atlantic, 1956)
- Plenty, Plenty Soul (Atlantic, 1957)
- Bags & Flutes (Atlantic, 1957)

Avec Duke Jordan
- Duke Jordan Trio and Quintet (Signal, 1955)

Avec John Lewis
- Grand Encounter (Pacific Jazz, 1956)
- Afternoon in Paris (Atlantic, 1957) avec Sacha Distel
- The John Lewis Piano (Atlantic, 1957)

Avec Howard McGhee
- The Return of Howard McGhee (Bethlehem, 1955)

Avec Michel Sardaby
- Night Cap (Sound Hills, 1970)

Avec Barney Wilen
- Jazz sur Seine (Philips Records, 1958)